# Route nationale 100
Die Route nationale 100, kurz N 100 oder RN 100, ist eine französische Nationalstraße, die 1824 zwischen Remoulins und Avignon festgelegt wurde. Sie geht auf die Route impériale 120 zurück. Ihre Länge betrug 22 Kilometer. 1837 wurde sie über Avignon hinaus mit einer Unterbrechung durch die N96 bis Malijai auf 139 Kilometer verlängert. 1854 erfolgte eine weitere Verlängerung bis zur italienischen Grenze am Col de Larche, wo sie ab 1928 in die Strada statale 21 nach Borgo San Dalmazzo überging. Ihre Gesamtlänge betrug nun 259 Kilometer. 1961 erfolgte wegen der Inbetriebnahme des Barrage de Serre-Ponçon eine Verlegung der N100, da ihre Trasse im Staubereich lag. Sie übernahm dazu die N100B, während die N100C im Gegenzug ein Teil der alten N100-Trasse nördlich von Selonnet erhielt. Außerdem tauschte die mit der N100A ihre Trasse. Dadurch sank insgesamt die Länge um 20,5 Kilometer. 1973 wurde sie dann auf den Abschnitt zwischen Remoulins und La Brillanne reduziert und seit 2006 verbindet sie nur noch die Anschlussstelle 23 der A9 mit der Südumgehung von Avignon.

## N 100 Streckenverlauf
| Position | höchste zulässige Gesamtgeschwindigkeit | Fahrbahnen | Typ                          | Abschnitt            | Längengrad | Breitengrad |
| -------- | --------------------------------------- | ---------- | ---------------------------- | -------------------- | ---------- | ----------- |
| 1        | 110                                     | 2          | Beginn an Kreisverkehr       |                      | 43.9583    | 4.7465      |
| 2        | 110                                     | 2          | Teil-Anschlußstelle          |                      | 43.9580    | 4.7487      |
| 3        | 110                                     | 2          | Vollständige Anschlussstelle | Av Boileau           | 43.9569    | 4.7541      |
| 4        | 90                                      | 2          |                              | Starkes Gefälle      | 43.9515    | 4.7586      |
| 5        | 110                                     | 2          | Vollständige Anschlussstelle | Les Angles           | 43.9492    | 4.7707      |
| 6        | 110                                     | 2          | Teil-Anschlußstelle          | Les Angles           | 43.9495    | 4.7826      |
| 7        | 110                                     | 2          | Vollständige Anschlussstelle | Les Angles           | 43.9492    | 4.7849      |
| 8        | 110                                     | 2          | Brücke                       | Europabrücke         | 43.9473    | 4.7889      |
| 9        | 110                                     | 2          | Vollständige Anschlussstelle | Île de Ré            | 43.9454    | 4.7928      |
| 10       | 110                                     | 2          | Brücke                       |                      | 43.9444    | 4.7948      |
| 11       | 50                                      | 2          | Teil-Anschlußstelle          |                      | 43.9437    | 4.7965      |
| 12       | 110                                     | 2          | Ende in Stadt                | Avignon              | 43.9439    | 4.7979      |
| 13       | 110                                     | 2          | Teil-Anschlußstelle          | La Courtine (nord)   | 43.9299    | 4.7690      |
| 14       | 110                                     | 2          | Einhausung                   | Voie                 | 43.9278    | 4.7700      |
| 15       | 110                                     | 2          | Vollständige Anschlussstelle | Bahnhof Avignon TGV0 | 43.9226    | 4.7761      |
| 16       | 110                                     | 2          | Beginn der Brücke            | Durance              | 43.9213    | 4.7808      |
| 17       | 110                                     | 2          | Ende der Brücke              | Viaduk Durance       | 43.9159    | 4.7852      |
| 18       | 110                                     | 2          | Teil-Anschlußstelle          | Rognonas             | 43.9135    | 4.7930      |

## N 100a
Die Route nationale 100A, kurz N 100A oder RN 100A, war ein Seitenast der N100, der 1875 im Tal der Durance als Verbindung zur N94 auftauchte. Genaueres dazu im Hauptartikel N100A. Er wurde 1933 zur N100C und an anderer Stelle entstand eine neue N100A als Alternativroute der N100 nördlich von Digne-les-Bains mit einer Länge von 27 Kilometern. 1961 tauschten N100 und N100A ihre Trassen und die Länge änderte sich dadurch auf 32,5 Kilometer. 1973 wurde dann diese Trasse abgestuft. Von 1974 bis 1978 gab es eine weitere N100A, die als Osttangente von Remoulins die N100 mit der N86 verband. Sie wurde zur N101 umgenummert und 2006 zur D6101 abgestuft.

## N 100b
Die Route nationale 100B, kurz N 100B oder RN 100B, war ein Seitenast der N100, der ab 1933 als eine alternative Route zu dieser zwischen Selonnet und nordwestlich von Le Lauzet-Ubaye verlief. Ihre Länge betrug 18 Kilometer. Sie entstand aus der Gc7 und Gc7bis. 1961 wurde die Trasse Teil der N100 und es wurde eine neue N100B aus Teilen der N542 und Gc7A gebildet. Die Länge der neuen Trasse betrug 39 Kilometer. Diese wurde 1973 abgestuft.

## N 100c
Die Route nationale 100C, kurz N 100C oder RN 100C, war ein Seitenast der N100, der 1933 durch Umnummerierung der N100A entstand. 1961 erfolgte die Verlegung auf die Trasse der N100 zwischen Selonnet und einer Kreuzung mit einer Neubaustraße, über die die N100B verlief. Die Länge dieser Trasse betrug 14 Kilometer. 1973 wurde sie zur D900C abgestuft.